# Volcán Acamarachi
El volcán Acamarachi (en aimara: 'caracol de piedra'), también conocido como Pili (en aimara y quechua: pili, 'pato'), es un estratovolcán ubicado en la región de Antofagasta, Chile, a 80 kilómetros al sureste de San Pedro de Atacama.
Ocupa el lugar 84 del ranking de peligrosidad de los volcanes activos chilenos, elaborado por el Servicio Nacional de Geología y Minería.

## Geología

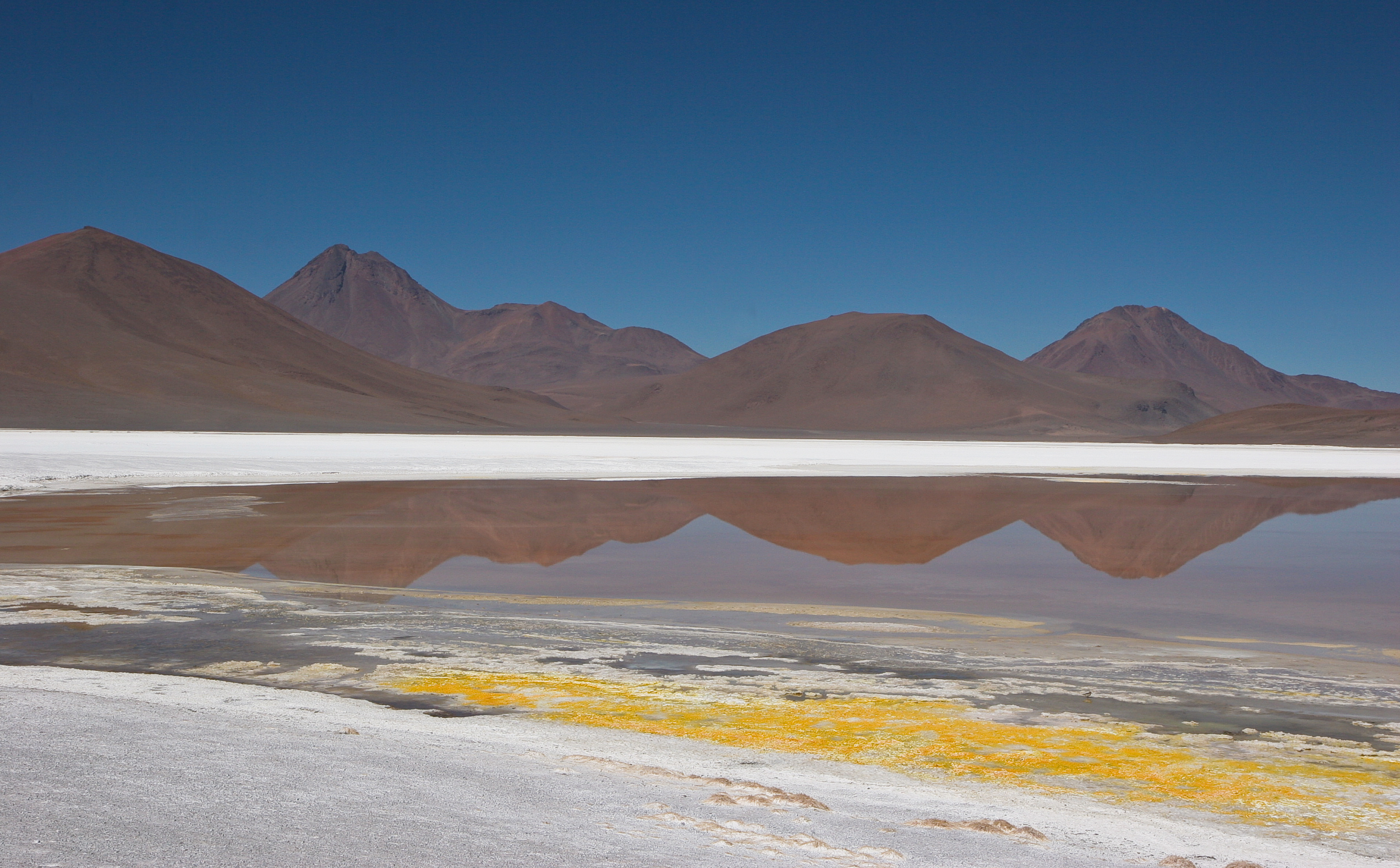
Salar de Pujsa junto a los volcanes Acamarachi y Colachi.

La composición del Acamarachi es principalmente andesítica y dacítica, y se caracteriza por sus laderas simétricas que alcanzan y superan los 45° de inclinación. En el flanco norte del edificio volcánico se levanta un gran domo de lava, en tanto que hacia el sureste se extiende la quebrada Pili, que encauza el río homónimo hasta el salar de Aguas Calientes.
Además, cuenta con un lago de cráter en su cumbre, de 10 a 15 metros de diámetro. Enclavado en el cráter del Acaramachi, a 5950 m s. n. m., es uno de los lagos más altos del mundo.
Se estima que la construcción del volcán se remonta principalmente a tiempos pre-Holoceno (no más de 15 mil años AP), y a diferencia de su vecino Láscar, no evidencia actividad volcánica reciente.
Su actividad, al igual que el resto de macizos en la Zona Volcánica Central del cinturón volcánico de los Andes, se debe al proceso de subducción de la placa de Nazca bajo la placa Sudamericana.

## Historia
Hace más de 500 años, los incas convirtieron el Acamarachi en uno de sus santuarios de altura y escenario de numerosas ceremonias sagradas, hecho que fue confirmado en octubre de 1971, cuando los montañistas Pedro Rosende y Sergio Kunstmann descubrieron un altar inca en la cumbre del volcán.
Tras el hallazgo, Kunstmann organizó un equipo integrado por siete escaladores, tres porteadores y dos arrieros, y regresó a la cima del Acamarachi el 26 de noviembre de 1972, instalando un campamento en las inmediaciones del cráter a fin de realizar nuevas exploraciones arqueológicas. Luego de varios días cavando, el grupo descendió con dos estatuillas antropomorfas de oro y plata, textiles, plumas, ornamentos, cabello humano, leña e incluso mariposas, piezas que fueron entregadas al padre Gustavo Le Paige para su conservación en el Museo Arqueológico de San Pedro de Atacama.
La primera ascensión deportiva al Acamarachi tuvo lugar el 19 de febrero de 1939, como resultado de la expedición italiana que el conde Aldo Bonacossa organizó a la Puna de Atacama, y que condujo al propio Bonacossa y a Remigio Gerard a la cumbre del volcán.

## Flora y fauna
En la zona de influencia del Acamarachi se encuentra el salar de Pujsa, protegido dentro de los márgenes de la reserva nacional Los Flamencos, y que presenta una exuberante avifauna. Incluye varias especies de la familia anatidae, como el pato juarjual, el pato jergón o la guallata, lo que podría explicar en parte el origen de la designación pili del volcán.
En ciertas épocas del año, el salar es habitado también por colonias de flamencos y grupos de vicuñas.